# Kevin Perryman
Kevin Perryman (* 1950 in Colchester, Essex) ist ein in Bayern lebender britischstämmiger Lyriker, Maler, Übersetzer, Herausgeber und Verleger.

## Leben und Werk
Nach einem Studium der Germanistik und Romanistik am Magdalen College in Oxford übersiedelte Kevin Perryman 1973 nach Oberbayern, wo er seither lebt und sich als Lyriker, Übersetzer, Herausgeber, Verleger, Gymnasiallehrer, Photograph und Maler betätigt hat.
1983 gründete er die Zeitschrift Babel und den zugehörigen BABEL-Verlag. Hier gibt er internationale Lyrik in bibliophiler Aufmachung heraus. Zu den von ihm herausgegebenen und verlegten Autoren zählen unter anderem Wolfgang Bächler, Michael Hamburger, Karl Krolow, Günter Kunert, Friederike Mayröcker, Dagmar Nick und Franz Wurm. Gedichtbände von R. S. Thomas, Seán Rafferty oder Pentti Holappa wurden von Perryman erstmals in deutscher Übersetzung vorgelegt.
Gedichte des deutschen Dichters Albert Ostermaier hat er ins Englische übersetzt.
Als Lyriker schreibt er in deutscher und englischer Sprache und hat neben zahlreichen Texten in Anthologien auch mehrere Monographien vorgelegt. Für sein lyrisches, übersetzerisches und verlegerisches Wirken erhielt er verschiedene Auszeichnungen.
Neben der Literatur widmet sich Kevin Perryman auch der Photographie und Malerei. So wurden unter anderem 2015 Aquarelle von ihm in einer Ausstellung in Schondorf vorgestellt.

## Auszeichnungen
- 1996: Förderpreis des Horst-Bienek-Preises für Lyrik
- 1998: Übersetzerstipendium des Welsh Arts Council
- 2003: Korrespondierendes Mitglied der Bayerischen Akademie der Schönen Künste

## Veröffentlichungen (Auswahl)

### Als Autor
- Die sieben letzten Worte. Gedichte. Waldgut, Frauenfeld 2016, ISBN 978-3-03740-244-3.
- Der nicht verjährte Traum. Gedichte. Waldgut, Frauenfeld 2009, ISBN 978-3-03740-392-1.
- Meerwärts. Gesammelte Gedichte in deutscher Sprache. Wieser, Klagenfurt 2006, ISBN 3-85129-578-1.
- Was Wellen betrifft. Vierzehn Gedichte. Radierung und Holzschnitt von Caroline Saltzwedel. Hirundo Press, Hamburg 2005, ISBN 3-9807172-2-4.
- Daidalos. Gedichte. Bilder von Caroline Saltzwedel. Hirundo Press, Hamburg 2000, ISBN 3-9807172-1-6.
- Eingeschneit. Ed. Art-Management, Hamburg 1997, ISBN 3-929254-10-7.

### Als Übersetzer, Herausgeber, Verleger
- Dagmar Nick: Abtrünniges Herz. Gedichte. Graphiken von Alexandra Frohloff. Hrsg. von Kevin Perryman. Babel, Fuchstal 2018, ISBN 978-3-931798-46-8.
- Anne Beresford: Sonnenlicht im Obstgarten. Gedichte. Hrsg. und übers. von Kevin Perryman. Mit einem Nachwort von Friederike Mayröcker. Babel, Denklingen 2011, ISBN 978-3-931798-40-6.
- Friederike Mayröcker: Flieder. Gedichte. Radierungen von Vroni Schwegler. Hrsg. von Kevin Perryman. Babel, Denklingen 2008, ISBN 978-3-931798-34-5.
- Zwischen Fels und Nebel (Europa Erlesen Literaturschauplatz). Hrsg. von Kevin Perryman und Lojze Wieser. Wieser, Klagenfurt 2006, ISBN 3-85129-628-1.
- Ronald S. Thomas, Laubbaum Sprache. Gedichte. Englisch/Deutsch. Hrsg. und übers. von Kevin Perryman. Babel, Denklingen 1998, ISBN 3-931798-12-7.